# Standard Normal Variate
Standard Normal Variate (SNV) is een multivariate preprocessingtechniek. SNV wordt vaak gebruikt bij de verwerking van spectra.
Basislijnshifts tussen verschillende spectra verminderen de reproduceerbaarheid van het experiment. In Ramanspectroscopie zijn deze basislijnshifts of verschillen in achtergrondintensiteit dikwijls het gevolg van fluorescentie. Men kan dit verhelpen door gebruik te maken van afgeleiden. De resulterende spectra zijn dan echter moeilijker te interpreteren en zijn afhankelijk van de operator door de keuze van de parameters ter berekening van de afgeleiden.
SNV is een alternatief om basislijnshifts op te vangen. Deze mathematische correctie van de spectra verhoogt het onderscheid tussen gewenste informatie en fysische interferentie door het verminderen of soms zelf uitschakelen van multiplicatieve interferentie:
{\displaystyle x_{i}=x_{i,echt}*\beta _{i}}
Met:
xi: de gemeten waarde voor variabele i
xi, echt: de werkelijke waarde voor variabele i
βi: een oncontroleerbare factor, afhankelijk van de experimentele omstandigheden
SNV-correctie wordt toegepast via: 
{\displaystyle x_{i,SNV}={\frac {x_{i}-\mu }{s}}}
Met:
xi, SNV: de SNV-gecorrigeerde waarde van de ide golflengte van het spectrum
xi: de waarde van de ide golflengte van het spectrum
μ: het gemiddelde van de intensiteiten bij de verschillende golflengtes xi van het spectrum
s: de standaarddeviatie van de intensiteiten bij de verschillende golflengtes xi van het spectrum.